# Klaus Kleinfeld
Klaus Kleinfeld, född 6 november 1957 i Bremen, tysk manager, chef för Siemens AG från 2005 till 2007.